# Saint-Victor-de-Morestel
Saint-Victor-de-Morestel ist eine französische Gemeinde mit 1.142 Einwohnern (Stand: 1. Januar 2022) im Département Isère in der Region Auvergne-Rhône-Alpes. Sie gehört zum Arrondissement La Tour-du-Pin und ist Teil des Kantons Morestel.

## Geografie
Saint-Victor-de-Morestel liegt etwa 52 Kilometer ostsüdöstlich von Lyon. Die Rhône begrenzt die Gemeinde im Nordosten. Umgeben wird Saint-Victor-de-Morestel von den Nachbargemeinden Creys-Mépieu im Norden, Lhuis im Nordosten, Brangues im Osten, Le Bouchage im Süden und Südosten, Morestel im Westen und Südwesten sowie Passins im Westen.

## Bevölkerungsentwicklung
| Jahr                       | 1962 | 1968 | 1975 | 1982 | 1990 | 1999 | 2006 | 2013 |
| -------------------------- | ---- | ---- | ---- | ---- | ---- | ---- | ---- | ---- |
| Einwohner                  | 541  | 515  | 525  | 637  | 768  | 849  | 1067 | 1106 |
| Quellen: Cassini und INSEE |      |      |      |      |      |      |      |      |

## Sehenswürdigkeiten
- Kirche Saint-Victor